# Sigrid Totschnig
Sigrid Totschnig (* 9. Juni 1960 in Radstadt) ist eine ehemalige österreichische Skirennläuferin. Die Slalomspezialistin nahm an den Weltmeisterschaften 1978 teil, erreichte drei Top-10-Platzierungen im Weltcup und zwei Siege im Europacup. Ihre älteren Schwestern Brigitte und Andrea waren ebenfalls Skirennläuferinnen.

## Biografie
Im Alter von zehn Jahren wurde Totschnig in den Salzburger Landeskader aufgenommen und 1974 bestritt sie ihre ersten FIS-Rennen. Nach ihrem Aufstieg in den Kader des Österreichischen Skiverbandes nahm sie ab dem Winter 1975/76 an Europacuprennen teil. In ihrer ersten Europacupsaison war ein sechster Platz im Riesenslalom von Zell am See das beste Resultat. In der Saison 1976/77 feierte sie im Slalom von Piancavallo ihren ersten Europacupsieg und erreichte damit in der Slalomwertung den dritten Platz und im Gesamtklassement sogar Platz zwei. Daraufhin wurde sie in die Nationalmannschaft des ÖSV aufgenommen und startete ab der Saison 1977/78 regelmäßig im Weltcup. Am 19. Jänner 1978 fuhr Totschnig mit Platz acht im Slalom von Bad Gastein erstmals in die Weltcuppunkteränge und erreichte damit zugleich ihr bestes Weltcupergebnis überhaupt. Drei Tage später kam sie im Slalom von Maribor auf Platz zehn und weitere drei Tage danach wurde sie Neunte im Slalom von Berchtesgaden. Damit gelang der damals 17-Jährigen die Aufnahme ins Team für die Weltmeisterschaften 1978 in Garmisch-Partenkirchen, wo sie den zwölften Platz im Slalom belegte. Im nächsten Winter kam Totschnig nicht ganz an ihre Vorjahresergebnisse heran. Im Weltcup erreichte sie in keinem Rennen die Punkteränge und auch im Europacup blieb sie ohne Spitzenplatzierung. In der Saison 1979/80 feierte Totschnig im Slalom von Les Gets ihren zweiten Sieg im Europacup und zu Saisonende fuhr sie mit Platz elf im Slalom von Saalbach-Hinterglemm zum vierten und letzten Mal in die Weltcuppunkteränge, denn nach dem Winter gab sie im Alter von nur 19 Jahren überraschend ihren Rücktritt bekannt.

## Erfolge

### Weltmeisterschaften
- Garmisch-Partenkirchen 1978: 12. Slalom

### Weltcup
- Drei Platzierungen unter den besten zehn

### Europacup
- Saison 1976/77: 2. Gesamtwertung, 3. Slalom
- Zwei Siege (Slalom in Piancavallo 1976/77 und Slalom in Les Gets 1979/80)